# Lý Thân (nhà Đường)
Lý Thân (chữ Hán: 李绅, ? – 846), tên tự là Công Thùy, tịch quán ở Vô Tích, Nhuận Châu , nhà chính trị, nhà văn hóa hoạt động trong giai đoạn trung kỳ đời Đường. Về chính trị, Thân là thành viên quan trọng của Lý đảng, từng ở ngôi tể tướng 4 năm, tham gia tích cực vào Ngưu Lý đảng tranh. Về văn hóa, Thân với Bạch Cư Dị, Nguyên Chẩn đứng đầu cuộc vận động Tân Nhạc phủ, là một trong những nhà thơ tiêu biểu đương thời, có hiệu là Đoản Lý.

## Thân thế
Thân xuất thân là dòng dõi sĩ tộc ở Sơn Đông, nguyên quán của Thân là huyện Tiếu, Bạc Châu . Ông cụ của Thân là Lý Kính Huyền, làm đến Trung thư lệnh thời Võ Chu, được phong Triệu quốc Văn Hiến công, sử cũ có truyện.
Ông nội là Lý Thủ Nhất, làm đến Bì huyện lệnh thuộc Thành Đô.
Cha là Lý Ngộ, từng làm Lệnh của các huyện Kim Đàn, Ô Trình, Vô Tích, nhân đó định cư ở Vô Tích.

## Sự nghiệp

### Khởi nghiệp
Thân lên 6 tuổi thì mồ côi cha, được mẹ là Lư thị dạy kinh nghĩa. Thân có hình dáng nhỏ nhắn nhưng mạnh mẽ, giỏi làm thơ ca.
Năm Nguyên Hòa đầu tiên (806), Thân đỗ tiến sĩ, được bổ nhiệm làm Quốc tử trợ giáo, không hài lòng nên bỏ đi. Thân đi về phía đông, đến Kim Lăng, được Trấn Hải tiết độ sứ Lý Kĩ mến tài, vời làm Tòng sự, coi việc Thư ký. Kĩ dần lộ ra ý đồ cát cứ một phương, chống lại triều đình, tân khách không dám nói gì, Thân mấy lần can ngăn, ông ta không nghe. Thân muốn bỏ đi, Kĩ không cho. Gặp lúc triều đình triệu Kĩ về kinh, ông ta 3 lần xưng bệnh, muốn nói dối rằng mọi người đòi giữ mình ở lại, bèn sai Thân làm sớ. Thân ngồi trước mặt Kĩ, ra dáng run sợ, không thể viết được, đặt bút xuống liền vẽ chệch đi, sau vài lần thì hết giấy. Kĩ giận, mắng rằng: “Sao dám làm vậy, không sợ chết à?” Thân đáp rằng: “Học trò chưa từng gặp cảnh binh đao, nay được chết có thể gọi là may mắn.” Kĩ lệnh cho đổi giấy, nhưng Thân vẫn không viết. Cuối cùng có người tiến cử Hứa Tung, Kĩ sai Tung làm sớ, rồi giam Thân vào ngục. Sau khi Kĩ đền tội, Thân được thả ra; có người chỉ trích ông mưu cầu tiếng tăm, bèn từ tạ rằng: “Vốn là kích động vì nghĩa, chẳng phải cầu danh vậy!” người ta mới thôi.

### Tham gia đảng tranh
Rất lâu sau, Thân được vời làm tòng sự của Sơn Nam quan sát phủ, rồi được Đường Mục Tông triệu bái làm Hữu thập di . Hơn năm, Thân được làm Hàn Lâm học sĩ, cùng Lý Đức Dụ, Nguyên Chẩn cộng sự trong cấm thự , kết bạn thân thiết, đương thời gọi là “tam tuấn”. Sau đó Thân được chuyển làm Hữu bổ khuyết . Tháng 3 ÂL năm Trường Khánh đầu tiên (821), được đổi làm Tư huân viên ngoại lang, Tri chế cáo. Tháng 2 ÂL năm thứ 2 (822), được vượt cấp làm Trung thư xá nhân, nội chức như cũ.
Ít lâu sau Nguyên Chẩn làm Tể tướng, bị Lý Phùng Cát lật đổ, chịu bãi tướng, ra làm Đồng Châu thứ sử. Khi ấy Lý Đức Dụ và Ngưu Tăng Nhụ có khả năng trở thành tể tướng, Phùng Cát lo sợ Thân và Đức Dụ thân thiết, lại gần gũi hoàng đế, vào tháng 9 ÂL lấy Tăng Nhụ làm Bình chương sự, lại đưa Đức Dụ ra làm Chiết Tây quan sát sứ, lấy Thân làm Ngự sử trung thừa, đẩy họ ra khỏi nội chức. Phùng Cát nhắm vào tính khí cứng rắn và hấp tấp của Thân, hòng bắt lỗi mà biếm trích ông, vì thế Phùng Cát lấy Lại bộ thị lang Hàn Dũ làm Kinh Triệu doãn, kiêm Ngự sử đại phu, không cho phép Ngự sử đài tranh luận sề sự bổ nhiệm này. Quả nhiên Thân với Dũ không ai chịu ở dưới người, tranh cãi kịch liệt về quyền hạn của mình, khiến triều đình bãi chức cả hai, đổi Dũ làm Binh bộ thị lang, Thân làm Giang Tây quan sát sứ . Mục Tông vốn đãi ngộ Thân rất hậu, cho rằng ông hiếm khi ra ngoài nhậm chức, bèn lệnh Trung sứ đến nhà của ông để úy lạo, ban cho đai ngọc. Thân chảy nước mắt mà tố cáo với Trung sứ, nói đây là sắp đặt của Phùng Cát, mong mỏi được gặp hoàng đế để trần tình. Đến ngày vào cung từ biệt, Thân kể lại mọi việc, Mục Tông mới nhận ra mưu đồ của Phùng Cát, bèn đổi Thân làm Hộ bộ thị lang.
Trung úy Vương Thủ Trừng được trọng dụng , Phùng Cát lệnh cho môn sanh, thuộc cấp cũ liên kết với Thủ Trừng, hòng hãm hại Thân, đêm ngày tính kế. Khi ấy cháu họ của Thân là Lý Ngu – vốn có tiếng nhờ văn tài, ẩn cư Hoa Dương, tự nhận rằng không ham muốn làm quan – với bác họ Lý Kỳ, tiến sĩ Trình Tích Phạm đều nương nhờ Thân. Đến khi Lý Kỳ được bái làm Tả thập di, Ngu ở Hoa Dương gởi thư nhờ Kỳ tiến cử, gởi lầm cho Thân. Thân cho rằng Ngu tiến lui lưỡng lự, đáp thư cười nhạo Ngu, khiến Ngu rất oán giận. Bấy giờ Ngu đến kinh sư để thăm Thân, đem hết nhưng lời ông nói về sự gian tà của Phùng Cát mà kể cho Phùng Cát biết. Phùng Cát cả giận, nghe theo kế của môn nhân là Trương Hựu Tân, Lý Tục Chi, cất nhắc bọn Lý Ngu, Trình Tích Phạm, Lưu Tê Sở làm Thập Di, khiến họ dò xét lỗi lầm của Thân.
Ít lâu sau Mục Tông băng, Phùng Cát vui mừng vì Thân sắp thất thế, nhưng lại lo Kính Tông mới lên ngôi vẫn dùng ông. Gặp lúc Kinh Châu thứ sử Tô Ngộ vào chầu, hắn ta vốn giỏi bày mưu ngầm, bọn Trương Hựu Tân hỏi kế, Ngộ cho rằng hoàng đế mới lên ngôi, ắt sẽ luân chuyển quan lại, muốn lật đổ Thân thì cần phải hủy hoại lòng tin của hoàng đế dành cho ông, mọi người lấy làm phải. Phùng Cát hài lòng, lấy Ngộ làm Tả thường thị. Vương Thủ Trừng mỗi khi gặp dịp thì gièm với Kính Tông rằng: khi xưa Mục Tông bí mật lựa chọn 2 Hoàng trữ (vì các con của Mục Tông, kể cả Kính Tông nhỏ tuổi), Thân với Hàn Lâm học sĩ Đỗ Nguyên Dĩnh khuyên lập Thâm vương Lý Tông (con trai thứ tư của Hiến Tông, anh trai của Mục Tông), Phùng Cát ủng hộ Kính Tông, còn có Lý Tục Chi, Lý Ngu nối nhau dâng sớ. Kính Tông đã 16 tuổi, biết lời ấy đáng ngờ, nhưng đế mới lên ngôi, phải dựa vào đại thần, mà thế lực của Phùng Cát quá lớn. Đến khi Phùng Cát tố cáo Thân ở nội thự có phát ngôn bất lợi với hoàng đế, Kính Tông đành biếm ông ra làm Đoan Châu (nay thuộc Quảng Đông) tư mã. Chế lệnh biếm chức của Thân ban ra, trăm quan đua nhau chúc mừng tể tướng, chỉ có Hữu thập di Ngô Tư không nói gì. Phùng Cát giận, đổi Tư làm Điện trung thị ngự sử, sung vào sứ đoàn đi Thổ Phiên báo tang (của Mục Tông).
Thân bị biếm chức, người chánh trực đau lòng nhưng không dám nói gì, chỉ có Hàn Lâm học sĩ Vi Xử Hậu dâng sớ, cực lực nói Phùng Cát là gian tà, vu cáo tội trạng của ông, khiến Kính Tông dần hiểu ra. Đến khi trong cung kiểm kê thư cũ, tìm được một cái tráp của Mục Tông, trong đó có sớ của Bùi Độ, Đỗ Nguyên Dĩnh và Thân 3 người, xin lập Kính Tông làm Thái tử. Kính Tông cảm động mà than thở, mệnh cho đốt hết thư phỉ báng mà đồng đảng của Phùng Cát dâng lên, do vậy nhưng lời gièm pha dần thôi đi, phe cánh của Thân được bảo toàn.
Gặp dịp triều đình đổi niên hiệu Bảo Lịch mà đại xá, Phùng Cát sắp đặt xá thư, bèn cắt giảm câu chữ, chỉ nói “quan bị giáng đã từng được Lượng di thì cho Lượng di” mà không nói gì đến trường hợp “quan bị giáng” (chưa từng được Lượng di) , nhằm không cho Thân được Lượng di. Vi Xử Hậu dâng sớ tranh luận, nên Kính Tông giáng chiếu đòi lại xá thư, thêm vào “quan bị giáng thì cho Lượng di”. Nhờ vậy Thân được dời làm Giang Châu trưởng sử, thăng chức Trừ, Thọ 2 châu thứ sử. Sau đó Thân được thăng làm Thái tử tân khách, làm việc ở Đông đô Lạc Dương.
Năm Thái Hòa thứ 7 (833) thời Đường Văn Tông, Lý Đức Dụ làm tể tướng. Tháng 7 ÂL, Thân được cất nhắc, làm Kiểm hiệu tả thường thị, Việt Châu thứ sử, Chiết Đông quan sát sứ. Năm thứ 9 (835), Lý Huấn (cháu họ của Lý Phùng Cát) được trọng dụng, đưa Lý Tông Mẫn trở lại làm tể tướng; Ngưu đảng lại thịnh, bèn liên kết với hoạn quan là bọn Trịnh Chú bài xích Đức Dụ, khiến Đức Dụ chịu bãi tướng, cùng Thân đều làm Thái tử tân khách ở Lạc Dương.
Năm Khai Thành đầu tiên (836), Trịnh Đàm (thành viên Lý đảng) phụ chánh, khởi dùng Đức Dụ làm Chiết Tây quan sát sứ, Thân làm Hà Nam doãn. Hà Nam nhiều thiếu niên bất lương, bỏ mũ lột áo, đá cầu giữa đường lớn, xe ngựa không dám đi qua. Thân trị lý nghiêm khắc, bọn chúng nghe phong thanh thì tránh đi. Tháng 6 ÂL, Thân được làm Kiểm hiệu Hộ bộ thượng thư, Biện Châu thứ sử, Tuyên Vũ tiết độ, Tống, Bạc, Biện, Dĩnh quan sát đẳng sứ. Năm thứ 2 (837), vụ hè thu gặp hạn hán, có nạn châu chấu, nhưng không ảnh hưởng đến Biện, Tống; Thân được triều đình giáng chiếu khen ngợi. Sau đó Thân lại đặt “lợi nhuận lâu điếm” . Năm thứ 4 (839), Thân lại được gia Kiểm hiệu Binh bộ thượng thư.
Vũ Tông nối ngôi, Thân được gia Kiểm hiệu Thượng thư hữu bộc xạ, Dương Châu đại đô đốc phủ Trưởng sử, Tri Hoài Nam tiết độ đại sứ sự. Năm Hội Xương đầu tiên (841), Thân được vào triều làm Binh bộ thị lang, Đồng bình chương sự, rồi đổi làm Trung thư thị lang, dần thăng đến Hữu bộc xạ, Môn hạ thị lang, Giám tu quốc sử, Thượng trụ quốc, Triệu quốc công, thực ấp 2000 hộ.
Bấy giờ Vũ Tông trấn áp tôn giáo, Thân cũng tích cực bài xích Phật giáo, từng giúp hoàng đế biên soạn Điều lưu tăng ni sắc (条流僧尼敕).
Năm thứ 4 (844), Thân bị trúng phong, đi lại không tiện nên không thể vào chầu, bèn dâng chương xin chịu bãi tướng. Tháng 11 ÂL, Thân được giữ chức Bộc xạ, Bình chương sự, ra làm Hoài Nam tiết độ sứ.
Năm thứ 6 (846), Thân mất, được tặng Thái úy, thụy là Văn Túc.

### Vụ án Ngô Tương
Khi xưa người Tín Châu (nay thuộc Giang Tây) là Thiều Châu thứ sử Ngô Vũ Lăng (? – 835?, nhà thơ nổi tiếng) bị buộc tội tham ô, chịu biếm làm Phan Châu tư hộ tham quân, rồi chết ở nơi lưu đày. Nhà họ Ngô cũng bị trục xuất đến huyện Phong (nay thuộc Thiểm Tây), con cháu rất lâu về sau mới được điều dụng. Bấy giờ Lý Cát Phủ thuộc Lý đảng đang làm tể tướng, nên cháu gọi Ngô Vũ Lăng là chú ruột là tiến sĩ Ngô Nhữ Nạp oán hận, gia nhập Ngưu đảng. Trong niên hiệu Hội Xương, Nhữ Nạp làm đến Vinh Ninh úy, em trai là Ngô Tương làm đến Giang Đô úy.
Năm Hội Xương thứ 5 (845), Tương bị tố cáo là tham ô, còn cưới con gái của thường dân là Nhan Duyệt . Thân sai Quan sát phán quan Ngụy Hình xét án, kết luận Tương có tội, phán chết rồi báo lên. Lúc ấy người ta cho rằng họ Ngô với tể tướng (Lý Đức Dụ, ý nói Lý đảng) có hiềm khích, ngờ rằng Thân có ý riêng (Ngô Vũ Lăng từng làm phụ tá của Hàn Dũ), thêu dệt tội danh của Tương. Gián quan nhiều lần đưa việc này ra bàn luận, vì thế hoàng đế giáng chiếu sai Ngự sử Thôi Nguyên Tảo phúc án. Nguyên Tảo kết luận Tương tham ô lương tiền là có chứng cứ nhưng không đến mức phải chết, còn Nhan Duyệt từng làm Thanh Châu nha thôi, vợ Duyệt là Vương thị vốn là con gái nhà quan, nên Duyệt không tính là thường dân. Cuối cùng Tương vẫn bị khép tội chết, còn Lý Đức Dụ ghét Nguyên Tảo kết luận nước đôi, biếm ông ta làm Nhai Châu tư hộ tham quân (tức là đày đi Lĩnh Nam).
Đến nay Tuyên Tông lên ngôi, Lý Đức Dụ thất thế, chịu bãi tướng, phải quay về Lạc Dương. Nhưng thành viên Ngưu đảng là bọn Thôi Huyễn, Bạch Mẫn Trung, Lệnh Hồ Đào vẫn muốn khép tội nặng cho Đức Dụ; vì thế vào đầu niên hiệu Đại Trung (847 – 859), bọn họ thuyết phục Ngô Nhữ Nạp kêu oan, Thôi Nguyên Tảo vốn ôm hận nên cũng tố cáo Thân xét xử như vậy là do Lý Đức Dụ sai khiến. Vì thế triều đình phán Đức Dụ lại bị biếm chức, lột Thân 3 cấp quan chức cáo mệnh, con cháu của hai người đều không được làm quan.

## Tác phẩm
Thân sớm giỏi làm thơ, đến khi trưởng thành, tác phẩm của ông phần nhiều được truyền miệng, được người đương thời đặt hiệu là “Đoản Lý”, bấy giờ Tô Châu thứ sử Vi Hạ Khanh hết lời khen ngợi. Tương truyền Thân tham gia khoa cử năm Trinh Nguyên thứ 20 (804), không đỗ, phải ở nhờ nhà của Nguyên Chẩn, nhân đó viết lời tựa cho Oanh Oanh truyện của ông ta, chính là bài Oanh Oanh ca. Sau khi Lý Kĩ đền tội, Thân nhiều năm không được trọng dụng, trong thời gian này ông cùng Nguyên Chẩn, Bạch Cư Dị đề xướng thể thơ Tân Nhạc phủ, văn học sử Trung Quốc gọi là cuộc vận động Tân Nhạc phủ (新乐府运动), riêng ông sáng tác 20 bài theo thể thơ này.
Toàn Đường thi (全唐诗) ghi lại tác phẩm của Thân còn được Truy tích du thi (追昔游诗) 3 quyển, Tạp thi (杂诗) 1 quyển, nổi tiếng nhất là bài thơ Mẫn nông 2 kỳ theo thể Cổ phong.
| Nguyên tác: 悯农其一 春种一粒粟, 秋收万颗子. 四海无闲田, 农夫犹饿死. | Hán Việt: Mẫn nông kỳ 1 Xuân chủng nhất lạp túc, Thu thâu vạn khoả tử. Tứ hải vô nhàn điền, Nông phu do ngã tử. | Dịch nghĩa: Thương xót nhà nông kỳ 1 Ngày xuân gieo một hạt thóc, Mùa thu thu hoạch vạn hạt. Khắp nơi không có ruộng bỏ không, (Mà) nông phu vẫn chết vì đói. | Dịch thơ: Thương xót nhà nông kỳ 1 (bản dịch của Cao Tự Thanh) Mùa xuân gieo một hạt con, Vào thu gặt vạn hạt tròn về tay. Ruộng nương khắp chốn giăng bày, Nhà nông có kẻ chết vì thiếu ăn. |

| Nguyên tác: 悯农其二 锄禾日当午, 汗滴禾下土. 谁知盘中飧, 粒粒皆辛苦. | Hán Việt: Mẫn nông kỳ 2 Sừ hoà nhật đương ngọ, Hãn trích hoà hạ thổ. Thuỳ tri bàn trung xan, Lạp lạp giai tân khổ. | Dịch nghĩa: Thương xót nhà nông kỳ 2 Cày lúa ngày đang lúc trưa, Mồ hôi giọt xuống chân cây lúa. Có ai biết rằng bát cơm trong mâm, Mỗi hạt đều là đắng cay cực khổ? | Dịch thơ: Thương xót nhà nông kỳ 2 (ca dao Việt Nam) Cày đồng đang buổi ban trưa Mồ hôi thánh thót như mưa ruộng cày Ai ơi bưng bát cơm đầy Dẻo thơm một hạt đắng cay muôn phần. |

## Dị sự
Vào lúc Thân chôn cất mẹ, có con quạ ngậm Linh chi rơi xuống bên cạnh xe.
Thân chịu biếm chức, đi về phía nam, đến khoảng giao giới của 2 châu Phong, Khang, gặp thế nước chảy xiết, địa hình hiểm trở, chỉ khi nước dâng cao thì thuyền mới có thể vượt qua. Khang Châu có Ảo Long từ (ảo: bà lão), truyền rằng có thể làm ra mây mưa, Thân lấy thư để cúng, ít lâu thì nước dâng cao.
Thân làm Trừ, Thọ 2 châu thứ sử, vùng núi Hoắc Sơn có nhiều cọp, làm hại những người hái trà. Dân chúng làm bẫy rập, tổ chức săn bắn nhưng không có kết quả. Thân đến nhậm chức, dẹp hết những hoạt động săn bắt, thì cọp không hại người nữa.

## Đánh giá
Sử cũ cho rằng Thân ban đầu nhờ văn tài và đạo đức mà được cất nhắc, giữ chức trách ở cạnh hoàng đế; về sau ông bị cuốn vào cuộc đấu tranh phe đảng, chịu nhiều tai vạ, cuối đời nhờ được đồng đảng cứu giúp, cứ ngỡ được công danh trọn vẹn. Không ngờ sau khi mất, đồng đảng thất thế, thanh danh của Thân bị tổn hại, còn liên lụy đến con cháu.